# بريان جونسون (لاعب كرة قدم أمريكية أمريكي)
بريان جونسون (بالإنجليزية: Bryan Johnson)‏ هو لاعب كرة قدم أمريكية أمريكي، ولد في 18 يناير 1978 في Harbor City, Los Angeles ‏ في الولايات المتحدة.

## وصلات خارجية
- بريان جونسون على موقع مرجع كرة القدم المحترفة.كوم (الإنجليزية)